# Гетто в Меречёвщине
Гетто в Меречёвщине (лето 1941 — 25 августа 1942) — еврейское гетто, место принудительного переселения евреев фольварка Меречёвщина Ивацевичского района Брестской области и близлежащих населённых пунктов в процессе преследования и уничтожения евреев во время оккупации территории Белоруссии войсками нацистской Германии в период Второй мировой войны.

## Оккупация Меречёвщины и создание гетто
Территорию фольварка Меречёвщина (Меречёвщина, Марачёвщина, Морочовщина, Морочёвщина), находящегося в 1,5 километрах на запад от местечка Коссово, немецкие войска заняли 26 (25) июня 1941 года. Оккупация продлилась более 3-х лет — до 13 (11) июля 1944 года.
Реализуя нацистскую программу уничтожения евреев, немцы создавали гетто почти во всех городах и населённых пунктах Беларуси, где проживало еврейское население. Так и в Меречёвщине оккупанты организовали на территории фольварка гетто.
Узники умирали от голода, холода, болезней и непосильного принудительного труда.

## Уничтожение гетто

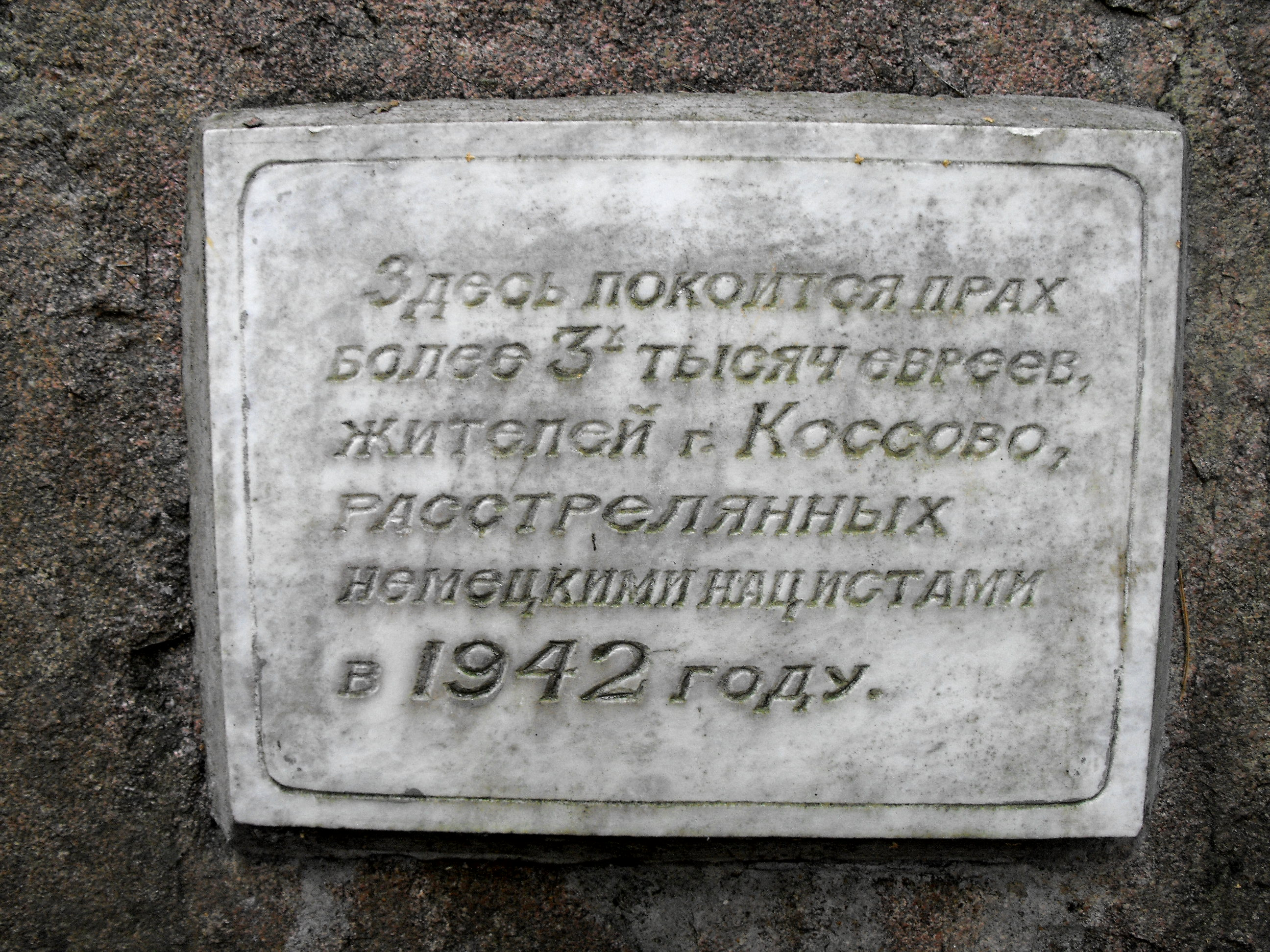
Надпись на памятнике

25 августа 1942 года гетто было уничтожено, узники вместе с привезенными на грузовиках евреями из гетто в Коссово (от 1400 до 3000) были убиты в 200 метрах от полуразрушенного бывшего дворца Пусловских в районе урочища Меречёвщина, рядом с усадьбой Тадеуша Костюшко. Один 70-летний старик выбежал из толпы, которую вели на расстрел, взбежал на второй этаж замка, из окна стал проклинать немцев и был застрелен.
Во время этой «акции» (таким эвфемизмом нацисты называли организованные ими массовые убийства) людей убивали также и возле дворца и внутри дворца. Затем тела убитых переместили на городище вблизи дворца, либо убийства проходили и там.
В начале сентября 1942 года немцы и полицаи собрали около 200 пойманных евреев, которые смогли избежать расстрела в августе и прятались, и убили их на окраине Коссово у дороги на Нехачево по направлению к железнодорожной станции.

## Память
В 1992 году на братской могиле жертв геноцида евреев в урочище Меречёвщина, на вершине городища, был установлен памятник в виде валуна с табличкой. Размер всего захоронения 15х15 метров. В 2007 памятник был обозначен государственным знаком «Воинское захоронение» № 4724. У подножия городища установлен указатель к памятнику.

## Комментарии
1. ↑  В русском языке за служащими коллаборационистских полицейских органов закрепилось разговорное уничижительное название полица́й (во множественном числе — полица́и).